# La Nuit blanche
Unter dem Namen La Nuit blanche (auf Deutsch wörtlich „Die weisse Nacht“, im übertragenen Sinne „Nächte, die nicht enden“) fand in den Jahren 2003 bis 2005 eine Gala zu Ehren des Schweizer Schneesports jeweils in Davos statt. Die für den März 2006 geplante Veranstaltung musste aufgrund fehlender Sponsoren abgesagt werden. Ende des
Jahres wurde dann auch das veranstaltende Unternehmen aufgelöst.
Im Rahmen dieses Events trafen sich alpine Skifahrer, Skiakrobaten, Freestyle-Skier, Langläufer und Snowboarder in zum Teil originellen Präsentationen des Sports.
Daneben wurden jährlich die Königin und der König des Schweizer Schneesportes gewählt. Nominiert wurden jeweils sechs Athletinnen und sechs Athleten, die sich während der Saison durch Leistungen und Persönlichkeit als Reine des Neiges und Roi des Neiges empfohlen haben. Dabei konnte die Öffentlichkeit via Internet mitbestimmen.

## Austragung 2005
- La Reine des Neiges: Daniela Meuli (Snowboard)
- Le Roi des Neiges: Philipp Schoch (Snowboard) [3]
- Wettkämpfe:
  - Ski Alpin: Marc Gini / Marlies Oester
  - Skiakrobatik: Andreas Isoz
  - Freeskiing: Jon Symms
  - Snowboard: Sergio Berger
  - Langlauf Sprint: Andreas Hurschler
  - Biathlon: Ivan Joller

## Austragung 2004
- La Reine des Neiges: Nadia Styger (Ski Alpin)
- Le Roi des Neiges: Ambrosi Hoffmann (Ski Alpin) [4]

## Austragung 2003
- La Reine des Neiges: Evelyne Leu (Freestyle-Skispringen)
- Le Roi des Neiges: Silvan Zurbriggen (Ski Alpin) [4]